# 广东亚视演艺职业学院
广东亚视演艺职业学院，简称亚视学院，创办于2000年，由香港亞洲電視有限公司投資興辦，是一所经广东省人民政府批准成立、教育部备案、纳入国家统一招生计划的全日制普通高等院校。学校原名广东亚视演艺专修学院，2002年经广东省人民政府批准更名为广东亚视演艺职业学院。